# Kirchberg an der Iller
Kirchberg an der Iller ist eine Gemeinde am Ostrand des baden-württembergischen Landkreises Biberach im Illertal.

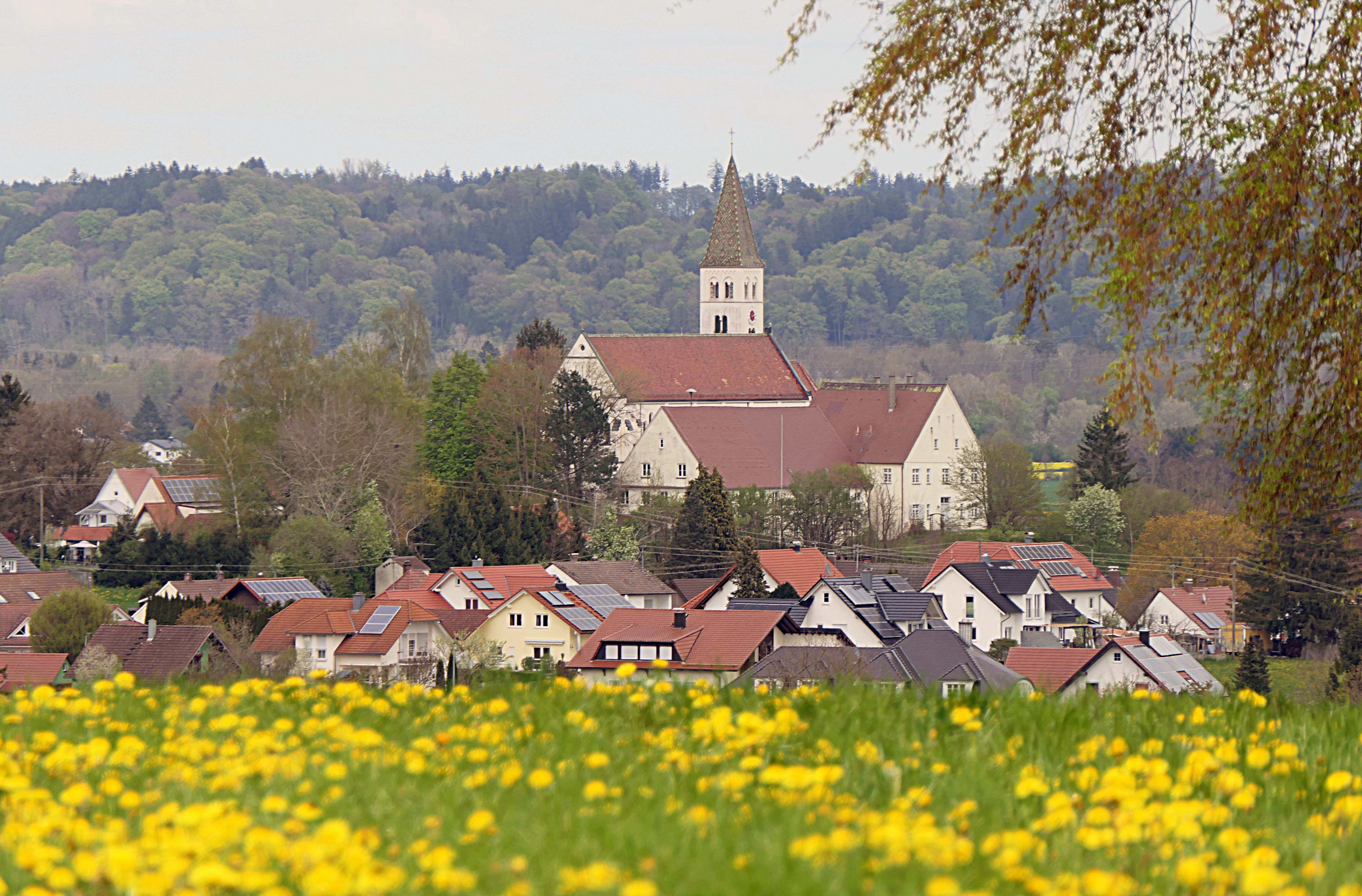
Kirchberg an der Iller von Westen

## Geographie

### Gemeindegliederung
Die Gemeinde liegt im Osten des Landkreises Biberach/Riss und gehört zur grenzübergreifenden Planungsregion Donau-Iller. Die östliche Gemeindegrenze markiert zugleich den Verlauf der Landesgrenze zwischen Baden-Württemberg und Bayern. Die Gemeinde setzt sich zusammen aus dem Hauptort Kirchberg, dem Ortsteil Sinningen sowie den Weilern Nordhofen und Ziegelhof.

### Gemeindefläche
Das Gemeindegebiet umfasst eine Fläche von 1864 ha, welche zu 41 % von Wald bedeckt ist. Die Landwirtschaftsflächen nehmen 48 % ein. Die verbleibenden rund 10 % werden als Verkehrs- bzw. Siedlungsflächen genutzt.

### Nachbargemeinden
Von Süden beginnend grenzt Kirchberg an die Gemeinden Dettingen an der Iller, Erolzheim, Gutenzell-Hürbel und Balzheim  (letztere im Alb-Donau-Kreis) sowie an die bayerischen Märkte Altenstadt und Kellmünz an der Iller im Landkreis Neu-Ulm.

### Schutzgebiete
Die Gemeindefläche ist bis auf die besiedelten Flächen Bestandteil des Landschaftsschutzgebiets Iller-Rottal.

## Geschichte

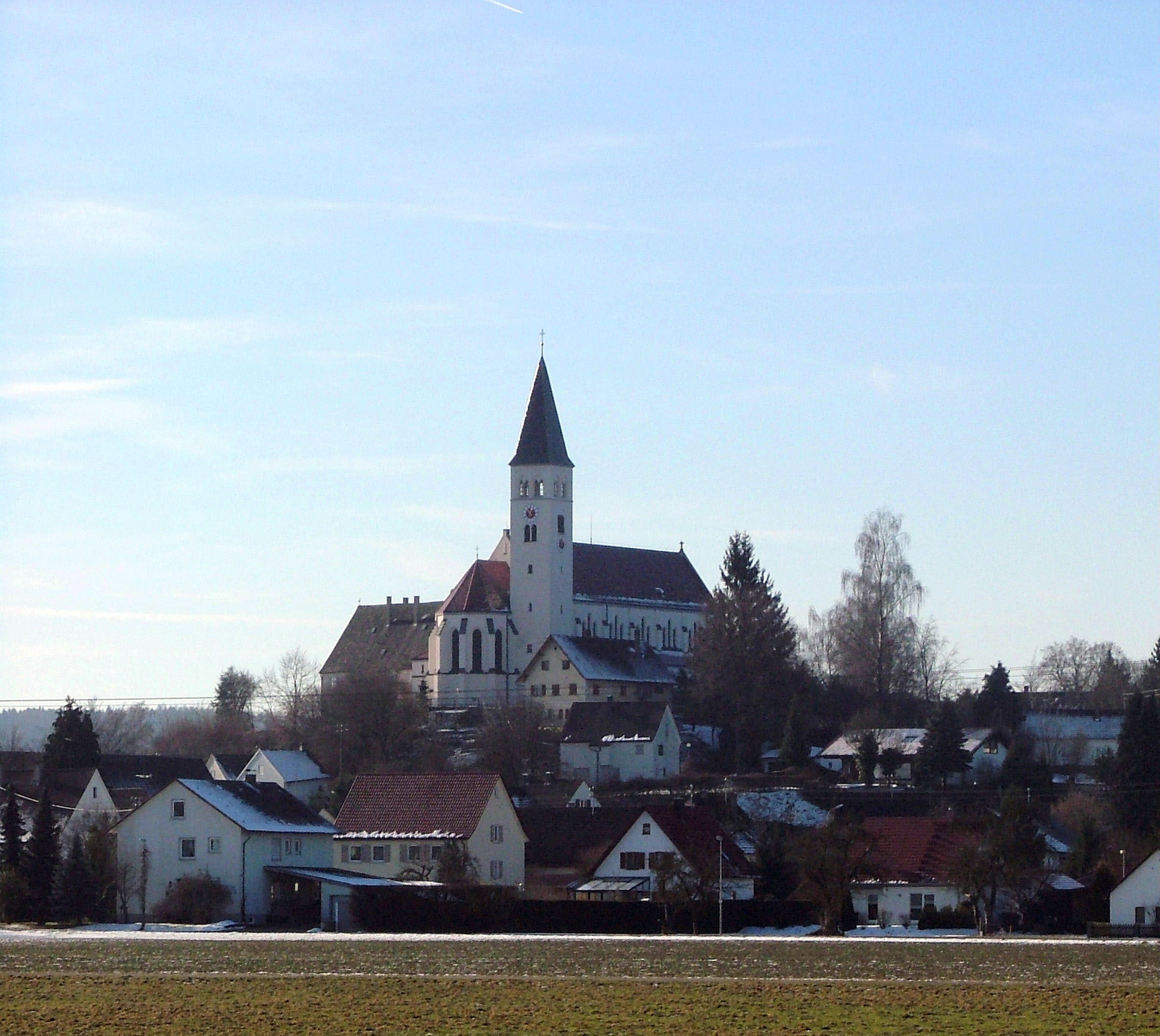
Kirchberg an der Iller von Nordosten

### Zur Zeit des alten Reichs
Möglicherweise wurde Kirchberg bereits im Jahre 806 in einer Traditionsnotiz des Klosters St. Gallen erstmals erwähnt, doch ist in Forschung umstritten, ob es sich wirklich um Kirchberg an der Iller oder einen anderen gleichnamigen Ort handelt. Dem Galluskloster vermachte ein Herr von Isenburg im Jahre 839 Güter in Nordhofen. Später traten die Herren von Kirchberg und Schellenberg als Besitzer von Kirchberg in Erscheinung. Im Jahre 1356 verkauften Graf Ulrich von Schellenberg und seine Gattin Anna von Ellerbach mit Einwilligung ihres Sohnes Eglin von Schellenberg, dem damaligen Pfarrherrn von Kirchberg, einen Anteil an dem Dorf Kirchberg an das Kloster Rot. Einen weiteren Anteil erwarb das Kloster Rot 1692. Die nunmehr dem Kloster Rot inkorporierte Kirche zu Kirchberg wurde von dieser Zeit an bis zum Jahre 1803 durch Patres von Rot aus pastoriert.
Graf Wilhelm von Kirchberg verlieh im Jahre 1356 Güter an Heinrich von Freiberg. Im 15. Jahrhundert fand sich die Ortsherrschaft geteilt zwischen den Herren von Rechberg-Hohenrechberg-Kellmünz und Ulmer Patriziern; später war Kirchberg teilweise auch im Besitz der Herrschaft Oberbalzheim.
Im Jahre 1686 verkauften die Herren von Rechberg ihren Anteil an Kirchberg dem ehemaligen Damenstift Gutenzell, das sich nunmehr die Besitzrechte an Kirchberg mit dem Kloster Rot teilte. Durch die Kriege mit der französischen Revolutionsarmee verloren die deutschen Fürsten im Friedensschluss 1801 ihre Besitzungen jenseits des Rheins an Frankreich und wurden mit Gütern der geistlichen Fürsten und Klöster rechts des Rheins entschädigt. Dabei fiel der Besitz des aufgehobenen Klosters Rot an den Grafen Ludwig von Wartenberg, der ihn an seine Stiefneffen, die Grafen Erbach-Erbach, die sich daraufhin Grafen zu Erbach-Erbach und von Wartenberg-Roth nannten, vererbte, und dessen Nachkommen einen Teil davon verkauften. Bei der Aufhebung des Klosters Gutenzell im Jahre 1803 gelangten deren Güter an die Grafen von Toerring-Jettenbach-Gutenzell als Entschädigung für ihre bisherigen linksrheinischen Besitzungen in Gronsfeld, die durch Napoleon an Frankreich gekommen waren. Graf von Toerring zeigte sich dem Zisterzienserinnenorden gegenüber sehr entgegenkommend, indem die Schwestern bis zu ihrem Tode in Gutenzell bleiben durften.

### Seit der Angliederung an Württemberg
Durch die Mediatisierung gelangte die Staatshoheit über Kirchberg 1806 an das Königreich Württemberg, welches jedoch die beiden Obervogteiämter Rot und Gutenzell im Besitz der genannten Grafenfamilien beließ. 1810 kam Kirchberg zum Oberamt Biberach.
Bei der Kreisreform während der NS-Zeit in Württemberg gelangte Kirchberg 1938 zum neu umrissenen Landkreis Biberach. Nach dem Zweiten Weltkrieg fiel Kirchberg in die Französische Besatzungszone und kam somit zum neu gegründeten Land Württemberg-Hohenzollern, welches 1952 als Regierungsbezirk Südwürttemberg-Hohenzollern im Bundesland Baden-Württemberg aufging.
Am 1. Januar 1972 wurde die bis dahin selbständige Gemeinde Sinningen mit ihren Ortsteilen nach Kirchberg an der Iller eingemeindet.

### Religion
Kirchberg ist traditionell katholisch geprägt. Die Kirchengemeinde St. Martin gehört zur Seelsorgeeinheit Illertal des Dekanats Biberach.

## Politik

### Gemeinderat
In Kirchberg an der Iller wird der Gemeinderat nach dem Verfahren der unechten Teilortswahl gewählt. Dabei kann sich die Zahl der Gemeinderäte durch Überhangmandate verändern. Der Gemeinderat besteht aus den 12 gewählten ehrenamtlichen Gemeinderäten und dem Bürgermeister als Vorsitzendem. Der Bürgermeister ist im Gemeinderat stimmberechtigt. Die Kommunalwahl am 9. Juni 2024 führte zu folgendem Ergebnis. Die Wahlbeteiligung betrug 64,90 % (2019: 64,1 %).
| Partei/Gruppierung | Stimmen | Sitze | Ergebnis 2019   |
| ------------------ | ------- | ----- | --------------- |
| CDU                | 53,37 % | 6     | 60,2 %, 7 Sitze |
| Unabhängige Liste  | 46,63 % | 6     | 39,8 %, 5 Sitze |

### Bürgermeister
- 1954 bis 1986: Ferdinand J. Remlinger, FWV
- 1986 bis 1994: Hermann König
- 1994 bis 2002: Helmfried Schäfer
- 2002 bis 2010: Herbert Pressl
- Seit 28. Juli 2010: Jochen Stuber

### Wappen
| Wappen der Gemeinde Kirchberg an der Iller | Blasonierung: „In Silber (Weiß) auf grünem Berg eine rote Kirche (Giebelseite, links davon Turm mit Pyramidendach), rechts oben ein sechsstrahliger roter Stern.“ |
| Wappen der Gemeinde Kirchberg an der Iller | Wappenbegründung: Die eintürmige Kirche war schon in dem 1930 verwendeten Schultheißenamtssiegel zu sehen gewesen. Im Jahre 1956 gab die Gemeinde Kirchberg an der Iller ihrem redenden Wappen die jetzige Gestalt. Der Stern ist vermutlich als Beizeichen in den Schild gesetzt worden. Er dient zur Unterscheidung von anderen Gemeindewappen, die Kirchen enthalten. |

## Bauwerke
- Katholische Pfarrkirche St. Martin: Nach der Chronik soll die erste Kirche in Kirchberg schon im Jahre 866 n. Chr. eingeweiht worden sein, wobei es sich um eine Holzkirche gehandelt haben dürfte. Später wurden zwei weitere Kirchen gebaut. Nach dem Abbruch der letzten erbaute Architekt Joseph Cades aus Stuttgart in den Jahren 1898–1900 ein dreischiffiges Gotteshaus. Die Kirche wurde von der Denkmalstiftung Baden-Württemberg zum „Denkmal des Monats Mai 2006“ ernannt.
- Kapelle St. Michael in Sinningen
- Die abgegangene Burg Sinningen
- Adelssitz Kirchberg
- Sinninger Badesee

Liste der Kulturdenkmale in Kirchberg an der Iller

### Oberschwäbische Keltenstraße
Im Moosbachwald und in den Riedwiesen befanden sich eine befestigte Anlage bzw. ein Grabhügel. Sie sind die 14. Station (Ende der Kelten & Keltengold) der Oberschwäbischen Keltenstraße, einer 2014 eröffneten Ferienstraße als GPS-Tour zum Thema „Kelten“.

## Wirtschaft und Infrastruktur

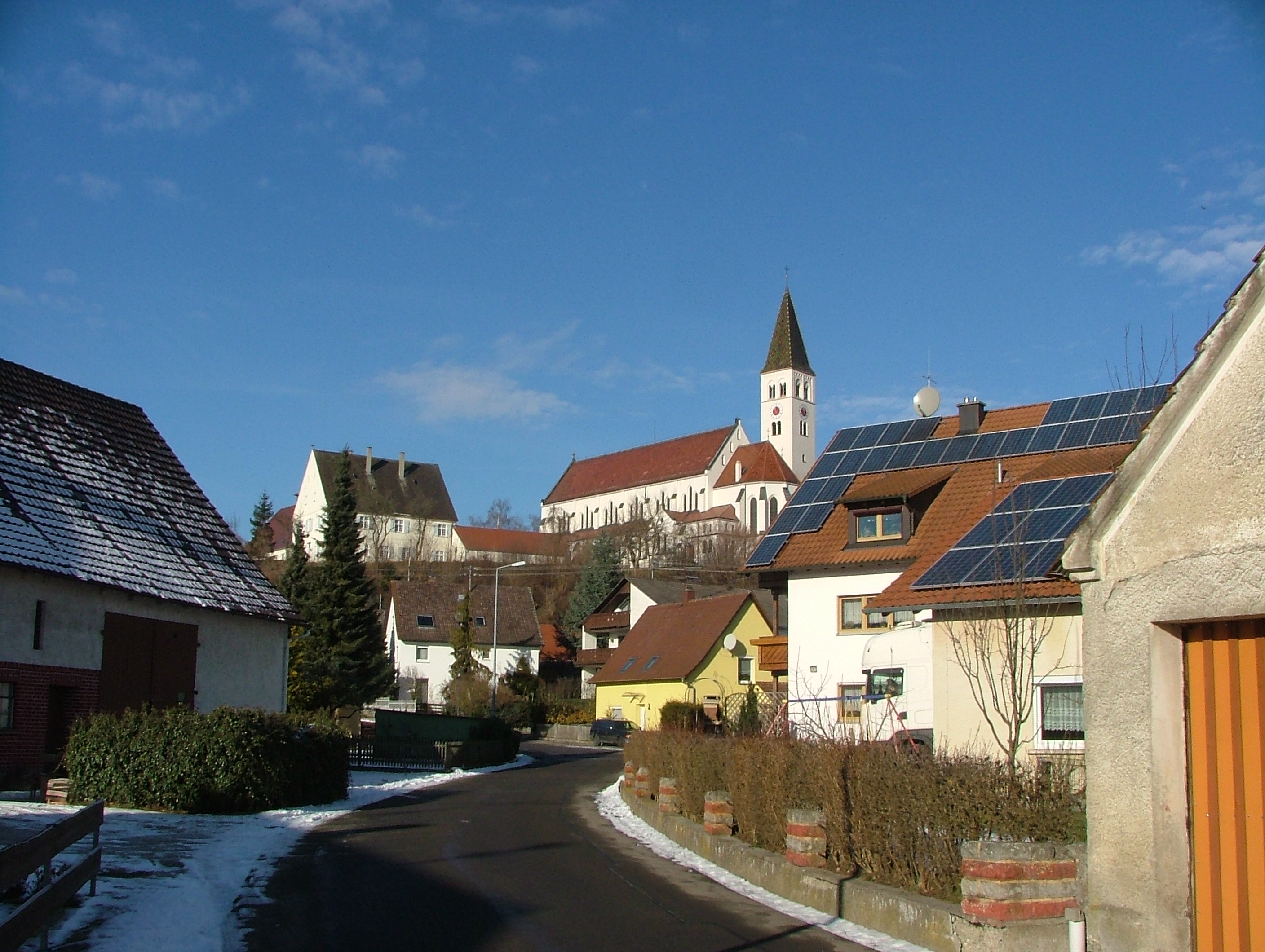
Kirchberg an der Iller

Die für Kirchberg und Sinningen wirtschaftlich bedeutende Illerflößerei wurde noch am Anfang des 20. Jahrhunderts, wenn auch nicht mehr in dem hohen Maße wie in früheren Zeiten, auf der Iller von Kempten bis Ulm und von dort an auf der Donau bis Wien, betrieben. Es war eine interessante, aber auch gefährliche Arbeit.
Der Sinninger See hat sich zu einem bedeutsamen Erholungsgebiet für die Umgebung entwickelt.
Die heutige wirtschaftliche Struktur der Gemeinde ist eine Mischung aus Landwirtschaft und Gewerbe.

### Verkehrsanbindung
Parallel zur Iller verläuft die Autobahn A 7 (Füssen – Ulm – Würzburg – Kassel – Flensburg), zu der Anschlussmöglichkeiten in Altenstadt (AS 125) und in Dettingen (AS 126) bestehen (beide ca. 10 km entfernt). Das Gemeindegebiet wird in Nord-Süd-Richtung von der Landesstraße L 260 (Memmingen – Ulm) durchzogen. Sie verläuft in Teilbereichen durch den östlichen Bereich der Siedlungsfläche Kirchbergs; der Ortsteil Sinningen wird umfahren. Die nächste Anschlussmöglichkeit an das Schienennetz der Deutschen Bahn (Strecke Memmingen – Ulm) besteht im ca. 5 km entfernten Altenstadt.

### Bildung
Die Grund- und Hauptschule Kirchberg umfasst eine einzügige Grundschule und eine einzügige Hauptschule, von der jedoch nur die Schüler der Klassen 7–9 in Kirchberg die Schule besuchen. Die Schüler der Klassen 5 und 6 gehen auf die Hauptschule in Dettingen. Ab dem Schuljahr 2010/2011 wurden die Hauptschulen zur Illertal-Hauptschule unter einer Schulleitung zusammengelegt, um die wohnortnahe kleine Hauptschule zu erhalten.

## Persönlichkeiten
- Hartmann Fugger von Kirchberg  (1829–1899), Jurist und Mitglied des Deutschen Reichstags
- Franz Fugger von Kirchberg (1843–1901), Gutsbesitzer und Mitglied der bayerischen Kammer der Reichsräte
- Josef Rief (* 1960), aufgewachsen in Kirchberg, Bundestagsabgeordneter für den Wahlkreis Biberach

### Ehrenbürger
- Johann Baptist Miller (1823–1899), Monsignore und Direktor a. D., erwarb sich große Verdienste in der Männerseelsorge und widmete sich darüber hinaus dem Siedlungsbau.
- Vitalis Maier (1912–1986), studierte Theologie und trat der Abtei Ottobeuren bei. Das Vertrauen des Konvents wählte Pater Vitalis Maier am 9. Mai 1948 zum Abt.
- Ferdinand J. Remlinger, ehemaliger Bürgermeister, der 32 Jahre die Geschicke der Gemeinde leitete. Ihm wurde auf Gemeinderatsbeschluss vom 21. Januar 1986 der Ehrenbürgerbrief überreicht.